# Kay Winkler

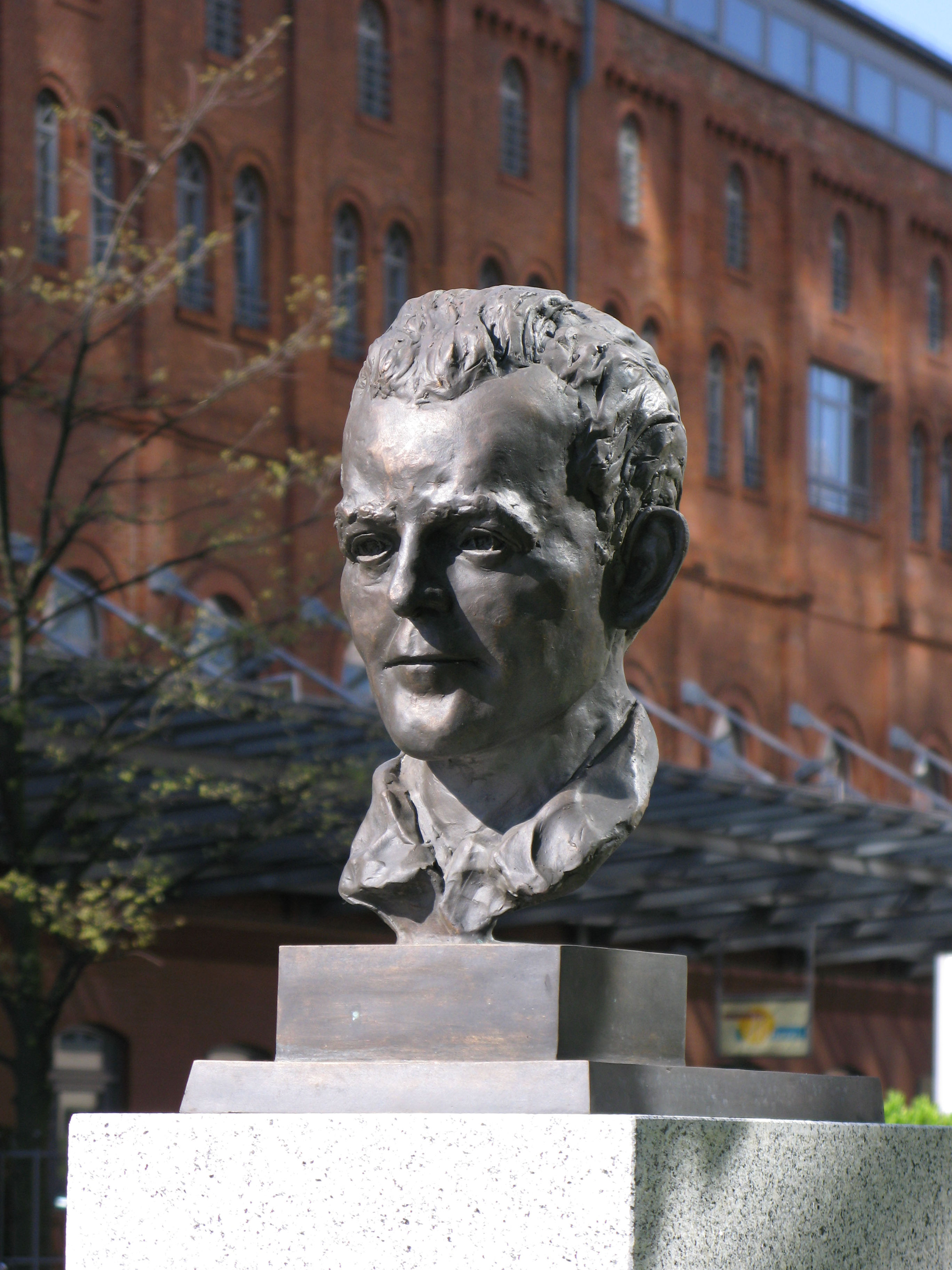
Elser-Büste (2008), Berlin

Kai (Kay) Winkler (* 28. Juni 1956 in Kirchheim unter Teck, Baden-Württemberg; † 26. August 2023) war ein deutscher Bildhauer und Installationskünstler.

## Leben und Werk
Winkler wurde bei Heinrich C. Berann in Innsbruck von 1976 bis 1979 in Malerei und Grafik ausgebildet. 1976 bis 1980 absolvierte er eine Ausbildung an der Fachschule für Holzbildhauerei in Bischofsheim an der Rhön zum Holzbildhauer, von 1981 bis 1982 studierte er Malerei an der Akademie der Bildenden Künste Stuttgart und von 1982 bis 1988 Bildhauerei an der Akademie der Bildenden Künste München.
1992 erhielt er ein Projektstipendium der Landeshauptstadt München, 1995 den Modell-Preis des Kunstpalasts Düsseldorf, 1996 den Nymphenburger Kunstpreis (Marie-Luise-Lentz-Preis), 1997 das Budapest-Stipendium der Stadt München, 1998 einen Preis der Stiftung Kulturfonds Berlin und 1999 vom Freistaat Bayern ein Stipendium im Internationalen Künstlerhaus Villa Concordia.
Der Künstler wohnte und arbeitete in München und Berlin.

## Georg Elser
Winkler schuf im Auftrag der Ernst Freiberger-Stiftung eine Büste von Georg Elser, der 1939 in München einen Anschlag auf Adolf Hitler verübt hatte. Diese wurde am 24. September 2008 vom Bundesminister Wolfgang Schäuble und Ernst Freiberger in der Straße der Erinnerung am Bundesinnenministerium in Berlin enthüllt. Zuvor schuf er eine sechs Meter hohe Skulptur von Elser, die im deutschen Pavillon auf der Weltausstellung Expo 2000 in Hannover stand.

## Werke (Auswahl)

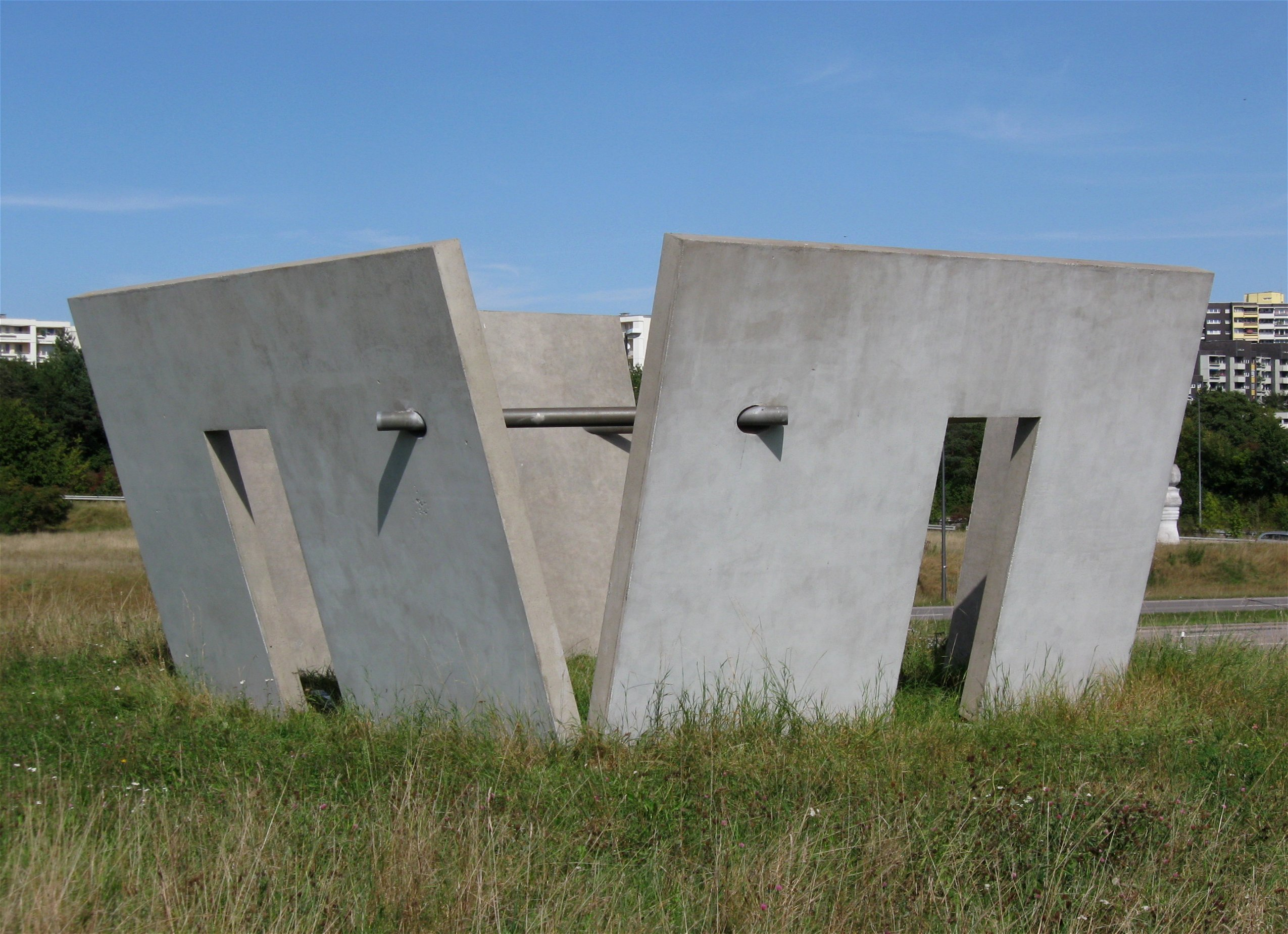
Pavillon – Schräge Wände (2003), Ständlerstraße, München-Neuperlach

- Pavillon – Schräge Wände, Ständlerstraße in München
- Brunnenanlage (2005), Wolnzach (1. Preis)
- Licht-Schrein (2007),[4] Fürth, im Auftrag des Bistums Bamberg
- Elser-Büste (2008), Straße der Erinnerung, Bundesinnenministerium in Berlin